# Aluminato de sódio
O aluminato de sódio é um composto químico inorgânico de grande importância industrial. Ele constitui uma fonte de hidróxido de alumínio utilizado em um grande número de aplicações técnicas. Na forma anidra, é um sólido cristalino branco, óxido misto de sódio e de alumínio, de fórmula química NaAlO2, Na2O·Al2O3 ou Na2Al2O4.

## Aplicações
Em tratamento de água ele é usado como um adjunto aos sistemas de amaciamento de água, como um coagulante auxiliar para melhorar a floculação e para remover sílica dissolvida. Na tecnologia de construção, o aluminato de sódio é empregado para acelerar a solidificação do concreto, principalmente quando trabalha-se em climas frios. É também usado na fabricação de papel, para a produção de tijolos refratários, na produção de alumina e seus subprodutos.

## Produção

### Pela reação do hidróxido de alumínio com o hidróxido de sódio
Aluminato de sódio é produzido pela dissolução de hidróxido de alumínio em uma solução de soda cáustica (NaOH). Hidróxido de alumínio (gibbsita) pode ser dissolvido em solução aquosa de NaOH 20-25% a uma temperatura próxima do ponto de ebulição. O uso de soluções mais concentradas de NaOH conduz a um produto semi-sólido. O processo deve ser conduzido em recipientes de níquel ou aço aquecidos por vapor, e o hidróxido de alumínio deve ser ebulido com soda cáustica aquosa aproximadamente a 50% até uma pasta se formar. A mistura final tem de ser purgada para um tanque e e esfriada; uma massa sólida contendo até 70% NaAlO2 então se forma. Após ser moído, este produto é desidratado em secador rotativo aquecido diretamente ou indiretamente por queima de hidrogênio permitindo a formação de água e evitando a produção de CO2. O produto resultante contém 90% NaAlO2 e 1% de água, juntamente com 1% de NaOH livre.

### Pela reação do alumínio com o hidróxido de sódio
O aluminato de sódio também é produzido submergindo alumínio (se pulverizado a reação é bastante veloz) em uma solução de soda cáustica a uma temperatura próxima ao ponto de ebulição. A reação que ocorre é a seguinte:

2 NaOH + 2 Al + 2 H2O → 2 NaAlO2 + 3 H2
Apresentando as seguintes reações intermediárias e paralelas:

2 NaOH + 2 Al + 6 H2O → 2 NaAl(OH)4 + 3 H2
NaAl(OH)4 → NaAlO2 + 2 H2O
O processo é acompanhado de uma grande produção de hidrogênio. Ao fim da dissolução do alumínio, a solução é deixada esfriar, quando forma uma massa sólida de aluminato contendo cerca de 70% do produto final. O restante, no melhor dos casos, é composto de água e do hidrogênio liberado. Sucessivamente o aluminato é hidratado e resulta em um elevado grau de pureza. Nesta fase é utilizado um coagulante que possibilita a floculação do aluminato de sódio.

## Segurança
O aluminato de sódio é muito solúvel na água, a solução formada é uma base forte que reage violentamente com os ácidos. Os conselhos de precaução quando da utilização são por conseguinte similares aos de um produto corrosivo.